# Pachyprosopis angophorae
Pachyprosopis angophorae är en biart som beskrevs av Cockerell 1912. Pachyprosopis angophorae ingår i släktet Pachyprosopis och familjen korttungebin. Inga underarter finns listade i Catalogue of Life.

## Bildgalleri

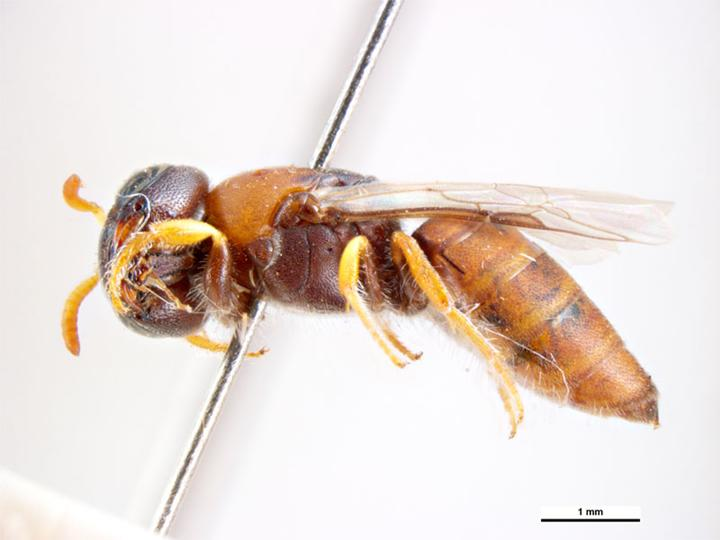
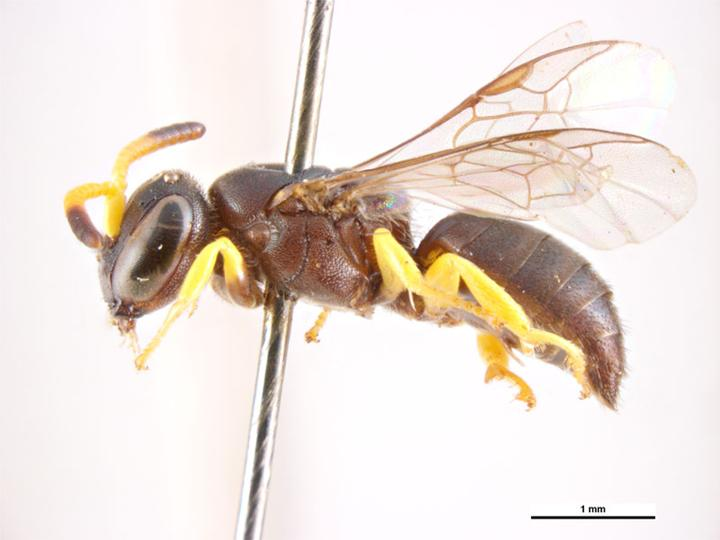